# Mircea Vodă, Constanța
Mircea Vodă (în trecut Celibichioi) este satul de reședință al comunei cu același nume din județul Constanța, Dobrogea, România. Se află în partea de vest a județului, în Podișul Medgidiei. La recensământul din 2002 avea o populație de 1897 locuitori.